# Wrexham AFC
A Wrexham Association Football Club egy walesi labdarúgóklub Wrexham városban, amely egyben a világ harmadik legrégebbi profi labdarúgóklubja is. A csapat jelenleg az angol labdarúgó-bajnokság másodosztályában játszik. A klub az RR McReynolds Company LLC tulajdonában van.

## Sikerek
- Walesi labdarúgókupa győztes:  1877-78, 1882-83, 1892–93, 1896–97, 1902–03, 1904–05, 1908–09, 1909–10, 1910–11, 1913–14, 1914–15, 1920–21, 1923–24, 1924–25, 1930–31, 1956–57, 1957–58, 1959–60, 1971–72, 1974–75, 1977–78, 1985–86, 1994–95
- Angol labdarúgó-bajnokság (harmadosztály) bajnok: 1977–78
- Angol labdarúgó-bajnokság (harmadosztály) ezüstérmes: 2024–25
- Angol labdarúgó-bajnokság (negyedosztály) ezüstérmes: 1992–93, 2023–24
- Angol labdarúgó-bajnokság (ötödosztály) bajnok: 2022–23
- Angol labdarúgó-bajnokság (ötödosztály) ezüstérmes: 2011–12, 2021–22
- FA Cup negyeddöntős: 1973–73, 1977–78, 1996–97
- Football League Cup negyeddöntős: 1977–78
- Johnstone's Paint Trophy győztes: 2004–05
- FA Trophy-győztes - 2012–13
- FA Trophy döntős - 2014–15, 2021–22
- KEK negyeddöntős - 1975–76

## Nemzetközi kupaszereplés

### Kupagyőztesek Európa-kupája
| Szezon    | Bajnokság | Forduló     | Nemzet        | Csapat               | Otthon | Idegenben  | Össz. |
| --------- | --------- | ----------- | ------------- | -------------------- | ------ | ---------- | ----- |
| 1972–1973 | KEK       | 1. Forduló  | Svájc         | FC Zürich            | 2–1    | 1–1        | 3–2   |
| 1972–1973 | KEK       | 2. Forduló  | Jugoszlávia   | HNK Hajduk Split     | 3–1    | 0–2        | 3–31  |
| 1975–1976 | KEK       | 1. Forduló  | Svédország    | Djurgårdens IF       | 2–1    | 1–1        | 3–2   |
| 1975–1976 | KEK       | 2. Forduló  | Lengyelország | Stal Rzeszów         | 2–0    | 1–1        | 3–1   |
| 1975–1976 | KEK       | Negyeddöntő | Belgium       | RSC Anderlecht       | 1–1    | 0–1        | 1–2   |
| 1978–1979 | KEK       | 1. Forduló  | Jugoszlávia   | HNK Rijeka           | 2–0    | 0–3        | 2–3   |
| 1979–1980 | KEK       | 1. Forduló  | NDK           | 1. FC Magdeburg      | 3–2    | 2–5 (h.u.) | 5–7   |
| 1984–1985 | KEK       | 1. Forduló  | Portugália    | FC Porto             | 1–0    | 3–4        | 4–42  |
| 1984–1985 | KEK       | 2. Forduló  | Olaszország   | AS Roma              | 0–1    | 0–2        | 0–3   |
| 1986–1987 | KEK       | 1. Forduló  | Málta         | Żurrieq FC           | 4–0    | 3–0        | 7–0   |
| 1986–1987 | KEK       | 2. Forduló  | Spanyolország | Real Zaragoza        | 2–2    | 0–0        | 2–23  |
| 1990–1991 | KEK       | 1. Forduló  | Dánia         | Lyngby BK            | 0–0    | 1–0        | 1–0   |
| 1990–1991 | KEK       | 2. Forduló  | Anglia        | Manchester United FC | 0–2    | 0–3        | 0–5   |
| 1995–1996 | KEK       | Selejtező   | Románia       | FC Petrolul Ploiești | 0–0    | 0–1        | 0–1   |

- 1 A Hajduk Split csapata jutott tovább, idegenben lőtt góllal.
- 2 A Wrexham FC csapata jutott tovább, idegenben lőtt góllal.
- 3 A Real Zaragoza csapata jutott tovább, idegenben lőtt góllal.

## Keret
2025. március 12-i állapotnak megfelelően.
| #  |     | Poszt | Név              |
| -- | --- | ----- | ---------------- |
| 1  | ENG | K     | Arthur Okonkwo   |
| 3  | ENG | V     | Lewis Brunt      |
| 4  | ENG | V     | Max Cleworth     |
| 5  | IRL | V     | Eoghan O'Connell |
| 6  | IRL | V     | Tom O'Connor     |
| 7  | IRL | KP    | James McClean () |
| 8  | ENG | KP    | Andy Cannon      |
| 9  | ENG | CS    | Ollie Palmer     |
| 10 | ENG | KP    | Paul Mullin      |
| 11 | ENG | CS    | Jack Marriott    |
| 12 | ENG | KP    | George Evans     |
| 13 | ENG | K     | Callum Barton    |
| 15 | ENG | KP    | George Dobson    |
| 16 | ENG | CS    | Jay Rodriguez    |
| 17 | ENG | V     | Luke Bolton      |
| 19 | GAM | KP    | Jacob Mendy      |
| 20 | ENG | KP    | Oliver Rathbone  |

| #  |     | Poszt | Név             |
| -- | --- | ----- | --------------- |
| 21 | WAL | K     | Mark Howard     |
| 22 | GAM | CS    | Modou Faal      |
| 23 | ENG | V     | Sebastian Revan |
| 24 | ENG | V     | Dan Scarr       |
| 25 | ENG | V     | Will Boyle      |
| 26 | SCO | V     | Steven Fletcher |
| 28 | ENG | CS    | Sam Smith       |
| 29 | ENG | V     | Ryan Barnett    |
| 31 | IRL | K     | Luke McNicholas |
| 32 | ENG | K     | Brad Foster     |
| 33 | SCO | KP    | Josh Adam       |
| 37 | ENG | KP    | Matty James     |
| 38 | ENG | KP    | Elliot Lee      |
| 41 | ENG | K     | Liam Hill       |
| 44 | WAL | V     | Harry Dean      |
| 45 | WAL | KP    | Harry Ashfield  |
| 47 | ENG | CS    | Ryan Longman    |

## Híres játékosok
| - Alan Kennedy (2-szeres angol válogatott labdarúgó) - Alfred Jones (503 alkalommal húzhatta magára a Wrexham FC mezét) - Ben Foster (8-szoros angol válogatott labdarúgó, a 2014-es labdarúgó-világbajnokságon tagja volt az angol keretnek) - John Ruddy (1-szeres angol válogatott labdarúgó) - Danny Allsopp (3-szoros ausztrál válogatott labdarúgó) - Ritchie de Laet (2-szeres belga válogatott labdarúgó) - Danny Sonner (13-szoros északír válogatott labdarúgó) - Jeff Whitley (20-szoros északír válogatott labdarúgó) - Gunnar Nielsen (27-szeres feröeri válogatott labdarúgó) - Jonathan Walters (33-szoros ír válogatott labdarúgó, a 2012-es labdarúgó-Európa-bajnokságon tagja volt az ír keretnek) - Frank Sinclair (28-szoros jamaicai válogatott labdarúgó, az 1998-as labdarúgó-világbajnokságon tagja volt a jamaicai keretnek) - Paul Hall (41-szeres jamaicai válogatott labdarúgó, az 1998-as labdarúgó-világbajnokságon tagja volt a jamaicai keretnek) - Patrick Suffo (29-szeres kameruni válogatott labdarúgó, tagja volt az 1998-as, valamint a 2002-es afrikai nemzetek kupáján aranyérmes, a 2000. évi nyári olimpiai játékokon aranyérmes, illetve a 2002-es labdarúgó-világbajnokságon szereplő kameruni kereteknek is) - Lamine Sakho (57-szeres szenegáli válogatott labdarúgó, tagja volt a 2002-es afrikai nemzetek kupáján szereplő szenegáli kereteknek) - Daniel Bennett (128-szoros szingapúri válogatott labdarúgó) - Carlos Edwards (86-szoros trinidad és tobagó-i válogatott labdarúgó, tagja volt a 2005-ös, valamint a 2013-as CONCACAF-aranykupán, illetve a 2006-os labdarúgó-világbajnokságon szereplő trinidad és tobagó-i kereteknek is) | - Dennis Lawrence (89-szeres trinidad és tobagó-i válogatott labdarúgó, tagja volt a 2005-ös CONCACAF-aranykupán, illetve a 2006-os labdarúgó-világbajnokságon szereplő trinidad és tobagó-i kereteknek is) - Ed McIlvenny (3-szoros amerikai válogatott labdarúgó, az 1950-es labdarúgó-világbajnokságon tagja volt az amerikai keretnek) - Chris Killen (48-szoros új-zélandi válogatott labdarúgó, tagja volt a 2000-es, 2002-es, 2008-as és 2012-es OFC-nemzetek kupáján, valamint a 2003-as és 2009-es konföderációs kupán és a 2008. évi nyári olimpiai játékokon, illetve a 2010-es labdarúgó-világbajnokságon szereplő új-zélandi kereteknek is) - Arfon Griffiths (17-szeres walesi válogatott labdarúgó, aki 591 alkalommal húzhatta magára a Wrexham FC mezét) - Dai Davies (52-szeres walesi válogatott labdarúgó) - Ian Rush (78-szoros walesi válogatott labdarúgó, aki 1984-ben a Liverpool FC színeiben lőtt 32 góljával elnyerte az európai aranycipőt) - Joe Allen (21-szeres walesi válogatott labdarúgó, aki tagja volt a 2012. évi nyári olimpiai játékokon szereplő nagy-britanniai kereteknek is) - Neil Taylor (22-szeres walesi válogatott labdarúgó, aki tagja volt a 2012. évi nyári olimpiai játékokon szereplő nagy-britanniai kereteknek is) - Ron Hewitt (5-szörös walesi válogatott labdarúgó, az 1958-as labdarúgó-világbajnokságon tagja volt a walesi keretnek)) |

## Fordítás
- Ez a szócikk részben vagy egészben  a   Wrexham F.C. című angol Wikipédia-szócikk fordításán alapul.  Az eredeti cikk szerkesztőit annak laptörténete sorolja fel. Ez a jelzés csupán a megfogalmazás eredetét és a szerzői jogokat jelzi, nem szolgál a cikkben szereplő információk forrásmegjelöléseként.